# Emmebach
Der Emmebach, stellenweise auch Hopbach genannt, ist ein Bach im österreichischen Bundesland Vorarlberg. Er entspringt westlich der Hohen Kugel und mündet bei Altach von rechts in den Koblacher Kanal/Vorarlberger Rheintalbinnenkanal.

## Geographie

### Verlauf
Die Quelle liegt im Kugelwald westlich des Gipfels der Hohen Kugel. Der Wasserlauf beginnt unterhalb eines Hangschuttfeldes. 
Der Bach fließt zunächst westsüdwestwärts, bei Gewässerkilometer 7,1 biegt er nach Norden und bildet hier die Örflaschlucht. 
Bei Gewässerkilometer 6 erreicht der Bach in westlichem Lauf das Siedlungsgebiet von Götzis. Die Kulturbühne Am Bach ist nach dem dort vorbeifließenden Emmebach benannt. 
Bei Gewässerkilometer 4 erreicht er den Fuß des Udelbergs und fließt von dort an deren Rheinseite dicht neben Rheintalautobahn A14 nord- bis nordostwärts. 
In diesem Bereich wurde der Emmebach renaturiert. Dabei wurde die Ökologie, der Erholungswert und der Hochwasserschutz verbessert. Das Projekt wurde für den Neptun Staatspreis für Wasser Regional nominiert.
Die Mündung liegt neben der Autobahn unmittelbar vor deren Überquerung des Rheintalbinnenkanals auf Höhe des Schwimmbads Rheinauen.

### Zuflüsse
(Vom Ursprung bis zur Mündung. Namen und Längen (auf eine Nachkommastelle gerundet) nach dem  Vorarlberg Atlas)
- Tieftobelbach (links), 1,5 km
- Schreigerbach (links), 1,1 km
- Krumbach (rechts), 2,4 km
- Kaltbrunnenbach (links), 2,0 km